# Simon Harris (Musiker)
Simon Harris (* 12. Dezember 1962 in London) ist ein britischer DJ,  und Musikproduzent. Er ist Gründer des Labels Music of Life und Produzent seiner eigenen Songs, ebenso auch der Musik vieler anderer Künstler. Er begann als DJ und wurde bald ein einflussreicher  Produzent. Er ist bekannt durch seine Remixes und gilt als Pionier der Elektronischen Musik.